# 安娜玛丽亚·塞尔图里尼
安娜玛丽亚·塞尔图里尼（義大利語：Annamaria Serturini；1998年5月13日—），意大利女子足球运动员，司职中场，目前效力于国际米兰足球俱乐部和意大利国家女子足球队。她曾代表意大利参加2023年国际足联女子世界杯。